# Magali Clerc
Pour les articles homonymes, voir Clerc.
Magali Clerc, née le 22 janvier 1980 à Toulon (Var), est une joueuse française de basket-ball.

## Carrière en club
- 1994 - 1999 :  Aix-en-Provence
- 1999 - 2000 :  Montpellier
- 2000 - 2001 :  Limoges ABC
- 2001 - 2002 :  Waïti Bordeaux
- 2002 - 2005 :  COB Calais
- 2005 - 2007 :  Aix-en-Provence
- 2007 - 2008 :  Saint-Amand-les-Eaux
- 2011 - :  Union Hainaut Basket

## Palmarès

### Club
- Championnat de France de NF1 en 2003
- Championne de France Espoir en 1999
- Vainqueur du Trophée de l'Avenir en 1998 et 1999